# Melidectes princeps
Melidectes princeps é uma espécie de ave da família Meliphagidae.
É endémica da Papua-Nova Guiné.
Os seus habitats naturais são: regiões subtropicais ou tropicais húmidas de alta altitude e matagal tropical ou subtropical de alta altitude.
Está ameaçada por perda de habitat.